# Vương Thái hậu (Đường Kính Tông)
Nghĩa An Vương Thái hậu (chữ Hán: 義安王太后, ? - 22 tháng 2, năm 845 ), còn gọi là Bảo Lịch Thái hậu (寶曆太后) hoặc Cung Hi hoàng hậu (恭僖皇后), là một phi tần của Đường Mục Tông Lý Hằng và là mẹ sinh của Đường Kính Tông Lý Đam.

## Tiểu sử
Nghĩa An Vương Thái hậu nguyên quán tại Việt Châu (越州); nay là Thiệu Hưng, Chiết Giang, cha là Huyện lệnh Vương Thiệu Khanh (王紹卿), mẹ là Trương phu nhân. Khi còn trẻ tuổi, Vương thị nhập Đông cung, trở thành thị thiếp của Thái tử Lý Hằng. Năm Nguyên Hòa thứ 4 (809), Vương thị hạ sinh Trưởng tử Lý Đam.
Năm Nguyên Hòa thứ 15 (820), Thái tử Lý Hằng đăng cơ, tức Đường Mục Tông. Vương thị được sách phong thành Phi, nhưng không rõ địa vị phi tần của bà, khi ấy có Quý phi là Võ thị được truy tặng, còn lại Tam phi là Đức phi, Thục phi, Hiền phi đều không rõ, không biết Vương thị có được phong 1 trong 3 địa vị này hay không. Có lẽ Vương thị cũng như Vi phi (mẹ của Đường Vũ Tông), cách gọi là Phi chỉ biểu thị vị trí đại khái. Con trai bà Lý Đam được phong làm Cảnh vương (景王).
Năm Trường Khánh thứ 2 (822), Mục Tông bất cẩn ngã ngựa, từ đó thành bệnh không thể đi lại được nữa. Sau đó, theo thỉnh cầu của Lý Phùng Cát (李逢吉) và Bùi Độ (裴度), Mục Tông lập Cảnh vương Lý Đam làm Hoàng thái tử.

## Tấn tôn làm Hoàng thái hậu

### Thời kỳ Kính Tông
Năm Trường Khánh thứ 4 (824), mùa xuân, Đường Mục Tông băng hà, Hoàng thái tử Lý Đam kế vị, tức Đường Kính Tông. Ngày 11 tháng 3 cùng năm, Kính Tông tôn tổ mẫu là Quách Thái hậu làm Thái hoàng thái hậu, sau đó đến ngày 17 tháng 3 thì lại tôn mẫu thân Vương thị làm Hoàng thái hậu. Cha bà là Vương Thiệu Khanh được tặng làm Tư không, còn mẹ bà là Trương thị được phong làm Triệu Quốc phu nhân (趙國夫人), cả nhà hiển quý.
Mùa hè năm đó, triều đình xảy ra một vụ chính biến. Tháng 5, thầy bói Tô Huyền Minh (蘇佐明) cùng cung nhân Trương Thiều (張韶) thân thiện với nhau. Tô Huyền Minh thuyết phục Trương Thiều rằng kim thượng ở ngoài cung chơi bời luôn, nên nhân đó mà khởi đại sự. Sau đó, Trương Thiều cùng Huyền Minh liên kết với hơn mấy trăm kẻ vô lại, nhân một hôm Kính Tông đang mải chơi, đã nhân đem tối tấn công vào cung trung. Kính Tông đang ở Thanh Tư điện (清思殿) chơi đá cầu, nghe được tin có biến, vô cùng hoảng sợ, bèn bỏ trốn đến trụ sở Thần Sách tả quân do hoạn quan Mã Tồn Lượng (馬存亮) nắm đầu. Sau đó, quân Thần Sách cử đại tướng Khang Nghệ Toàn (康藝全) dẫn quân diệt tặc.
Đường Kính Tông lo sợ cho hai vị Thái hậu, cũng sai đón vào Thần Sách quân tránh nạn. Lúc đó, Trương Triều cùng Tô Huyền Minh lên ngự trên ngai trong Thanh Tư điện và cùng ăn, nhưng ngay lúc đó, Khang Nghệ Toàn đã dẫn binh đánh tới, Trương Thiều và Tô Huyền Minh hai người cùng bè đảng đều bị sát, một số tên còn lẩn lút cũng nhanh chóng bị bắt minh nhật. Mấy hôm sau, Kính Tông về cung và cho xử tội những kẻ âm mưu làm loạn, đồng thời ban thưởng cho quân sĩ. Khang Nghệ Toàn sau đó liền được phong Tiết độ sứ của Phu Phường.

### Thời kỳ Văn Tông và Vũ Tông
Năm Bảo Lịch thứ 2 (826), Đường Kính Tông bị ám sát bởi Tô Tá Minh (蘇佐明). Hoạn quan Lưu Khắc Minh (劉克明) trợ giúp em trai Mục Tông là Giáng vương Lý Ngộ (李悟), thế nhưng thế lực của Vương Thủ Trừng (王守澄), Dương Thừa Hòa (楊承和), Ngụy Tòng Giản (魏從簡) và Lương Thủ Khiêm (梁守謙) lật đổ Lưu Khắc Minh và Lý Ngộ, trợ giúp em trai của Kính Tông là Giang vương Lý Ngang nối ngôi, tức Đường Văn Tông. Văn Tông tôn phong mẹ là Tiêu phu nhân lên làm Hoàng thái hậu và sống ở đại nội.
Hậu cung lúc này có đến 3 vị Thái hậu, là Quách Thái hoàng thái hậu ở Hưng Khánh cung (興慶宮), Vương Thái hậu ở Nghĩa An điện (義安殿) và Tiêu thái hậu ở đại nội. Đường Văn Tông lấy lễ pháp mà luôn cung kính, hiếu thuận với [Tam Cung thái hậu; 三宮太后]. Mỗi khi các nơi tiến công kì trân dị vật thì trước đưa đến tông miếu, tiếp đó dâng đến ba cung còn dư thừa mới để tự mình chi dùng.
Năm Đại Hòa thứ 8 (834), triều đình kiến nghị cần đặt phong hiệu để tránh nhầm lẫn giữa 3 vị Thái hậu. Vương Thái hậu được tôn Bảo Lịch Thái hậu (寶曆太后), theo niên hiệu khi trước của Mục Tông. Tuy nhiên, các đại thần cho rằng phong hiệu không thích hợp, cần đặt theo tên cung điện mà mỗi vị Thái hậu ở, do đó tôn hiệu của Vương Thái hậu được cải thành [Nghĩa An Thái hậu; 義安太后] bởi vì bà sống ở Nghĩa An điện. Đường Văn Tông đồng ý.
Năm Hội Xương thứ 5 (845), ngày 22 tháng 2, Nghĩa An điện Hoàng thái hậu Vương thị qua đời, không rõ bao nhiêu tuổi được Đường Vũ Tông Lý Viêm truy phong với thụy hiệu là Cung Hi hoàng hậu (恭僖皇后). Bà được an táng tại phía Đông viên của Quang lăng (光陵).